# Ambrozie (plantă)
Ambrozia (Ambrosia) este un gen de plante erbacee, sau de arbuști, aparținând familiei Asteraceae, provenind din America de Nord și America de Sud, de unde s-a răspândit prin Europa. Genul acesta cuprinde aproximativ treizeci de specii de plante anuale sau perene, care cresc în special în regiunile plate, sărace în apă și nisipoase. Varii specii de Ambrosia produc cantități mari de polen, care, prin diseminare anemocorică, este unul dintre principalii declanșatori ai rinitei alergice („febra fânului”).

## Caracteristici
Speciile de Ambrozie sunt ierburi sau arbuști nu foarte înalte (deși unele specii ating o înălțime de 4 m). Au tulpini erecte și híspide, care se prezintă în smocuri dense de până la o jumătate de metru în diametru, cu ramificație bazală. Rădăcina tinde să fie conică și profundă, făcând dificilă eradicarea; unele sunt rizomatice. Frunzele sunt bi-pinnatífate, lobate, având pețiolele cu aripi, de culoare gri-verde argintie dinspre superior înspre inferior, opuse la bază și alterne pe ramurile superioare.
Aceste plante sunt monoice, producând inflorescențe în formă de spic sprijinit pe bracteele fuzionate cu florile masculine, verde gălbui, de formă discoidală și de aproximativ 3 mm în diametru. Florile feminine sunt albicioase la culoare, simple, axilare, situate mai jos decât cele masculine, pe tulpină; sunt lipsite de papo.
Fertilizarea sexuală e produsă de vânt, prin răspândirea granulelor de polen - o singură plantă poate produce până la 1 miliard de granule într-un sezon — mai ales în sezonul umed și în a doua jumătate a verii. Fructul este o achenă acoperită cu spini, de formă ovoidă, care conține o singură sămânță mică de culoare maro și în forma de vârf de săgeată.

## Habitat
Ambrozia apare de-a lungul regiunilor temperate din emisfera nordică și în nordul Americii de Sud. Preferă soluri nisipoase, mai puțin fertile, ușor alcaline, și sunt puternic fotofilice. Apar în mod spontan pe marginea drumurilor, în ruderale și pe malurile râurilor de câmpie.

## Taxonomie
Genul a fost descris de Carlos Linnaeus și publicat în species Plantarum 2: 987-988. 1753. Tipul nomenclatural este: Ambrozia maritima.

## Specii
- Ambrozie acanthicarpa
- Ambrozie ambrosioides

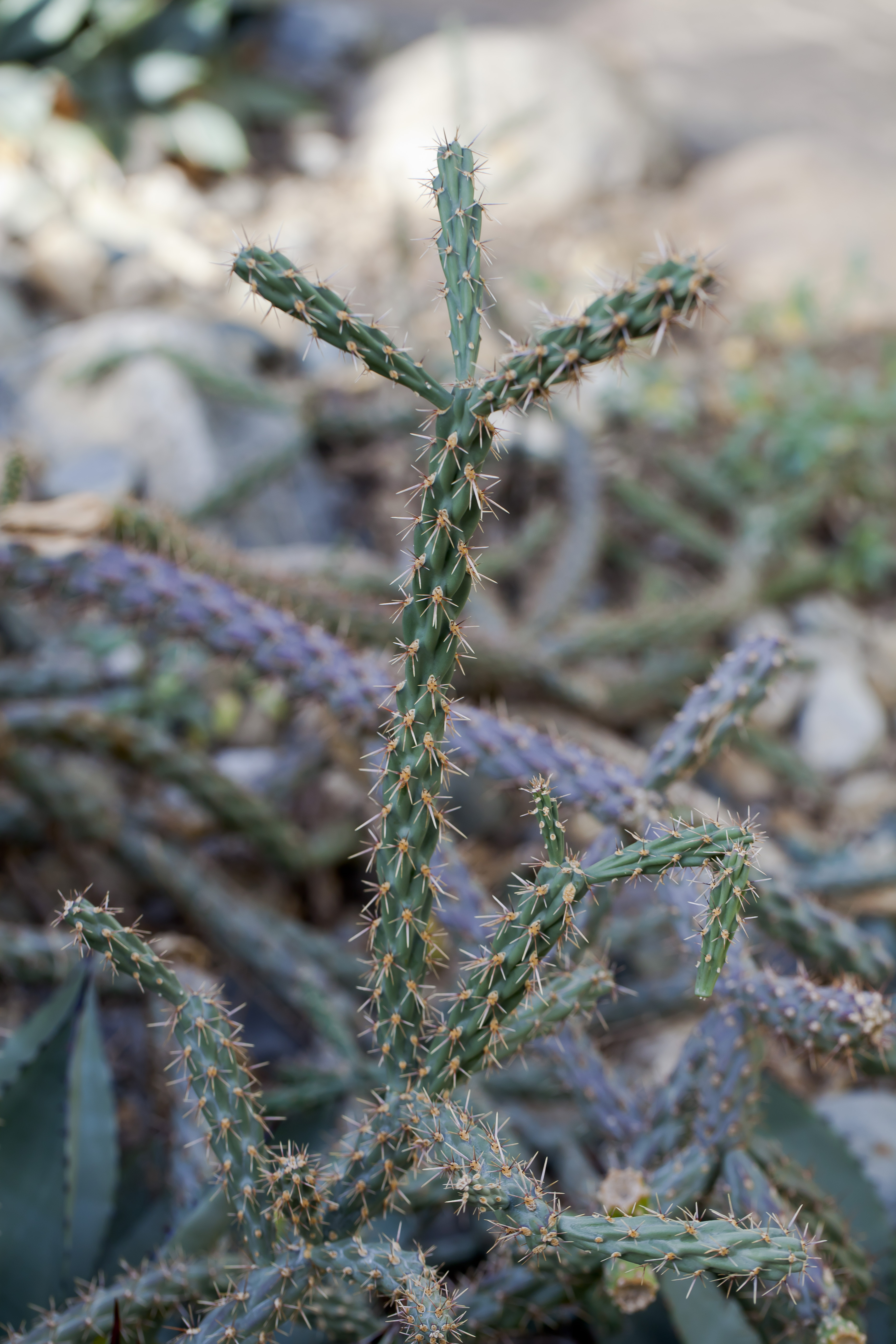
Copia de Ambrozie deltoidea, botanică Conservator, Fort Wayne, Indiana, EE.UU..

  - Ambrozie ambrosioides subsp. septentrionale
- Ambrosia artemisiifolia
- Ambrozie aspera
- Ambrozie bidentata
- Ambrozie canescens
- Ambrozie carduacea
- Ambrozie chamissonis
- Ambrozie cheirnathifolia
- Ambrozie chenopodiifolia
- Ambrozie confertiflora
- Ambrozie cordifolia
- Ambrozie coronopifolia
- Ambrozie deltoidea
- Ambrozie dumosa
- Ambrozie grayi
- Ambrozie helenae
- Ambrozie hispida
- Ambrozie ilicfolia
- Ambrozie intergradiens
- Ambrozie johnstoniorum
- Ambrozie linearis
- Ambrozie maritima
- Ambrozie palustris
- Ambrozie pannosa
- Ambrozie parvifolia
- Ambrozie peruviana
- Ambrozie psilostachya
- Ambrozie pumila
- Ambrozie sandersonii
- Ambrozie scabra
  - Ambrozie scabra var. robust
  - Ambrozie scabra var. tenuior
- Ambrozie tarapacana
- Ambrozie tenuifolia
- Ambrozie tomentosa
- Ambrosia trifida rezistență la glifosat[2][3]
  - Ambrosia trifida subsp. texas
- Ambrozie trifolia
- Ambrozie velutina